# イブラヒム・モハメド・ソリ
イブラヒム・モハメド・ソリ（ディベヒ語: އިބްރާހީމް މުޙައްމަދު ޞާލިޙް、英: Ibrahim Mohamed Solih、1964年5月4日 - ）は、モルディブの政治家。第7代大統領（2018年 - 2023年）。
ラストネームは、ディベヒ語読みに倣ってソーリフと書かれることも少なくない。愛称はイブー (އިބޫ, Ibu) 。

## 経歴
13人きょうだいのひとりとして、ヒンナバル島に生まれる。首都マレの名門男子校であるマジーディーヤー学校を卒業。同校在学中は、スポーツなどの課外活動に打ち込む人気者であった。
1994年、30歳で地元のファーディッポル環礁から国会議員に初当選。2003年から2008年にかけて、モルディブ民主党 (MDP) やモルディブ政治改革運動の設立に中心的な役割を果たし、新憲法制定や多党制民主主義の実現に寄与した。
2011年にモルディブ民主党国会議員団長、2017年3月に国会の野党院内総務に就任し、2018年の大統領選では出馬を取りやめた現職のモハメド・ナシードの後継として、野党連合から立候補。現職のアブドゥラ・ヤミーンに約3万8500票差（得票率58.4%）で勝利したと宣言した。諸外国の関係者は当初、決選投票でヤミーンが有利となるよう工作活動が行われ、ヤミーンが再選される可能性が高いとみていた。しかし、ソリの勝利宣言の数時間後、開票作業がほぼ終了した段階でヤミーンは国民に向けて演説し、ソリの勝利を認めた。大統領選では外交政策、すなわちヤミーン政権の親中華人民共和国路線を継続するのか、それとも野党連合が主張するようにインドや欧米諸国との関係を重視するのかが主な争点となった。
ヤミーンの5年間の任期が満了した2018年11月17日、ソリはモルディブ共和国第7代大統領に就任した。民主的な手続きで選出された大統領としては、ナシード、ヤミーンに次いで3人目で、北部の環礁出身者が大統領となったのは初めてであった。就任時の年齢は54歳で、これはモハメド・ワヒード・ハサンに次ぐ歴代2番目の高齢であった。
2018年11月19日、ソリはモルディブがイギリス連邦に再加入することを発表した。モルディブは1982年以来英連邦の加盟国であったが、ヤミーン政権時代の2016年に脱退していた。モルディブの英連邦再加盟は、ソリが大統領在任中の2020年2月1日に実現した。
2019年10月21日に迎賓館赤坂離宮で安倍晋三内閣総理大臣と会談を行い、翌22日の即位礼正殿の儀に参列した。また、同月24日には海上災害防止センター横須賀研修所を訪問して、油防除訓練を受けるモルディブの沿岸警備隊5名を激励すると共に、海上災害の対応などについて意見交換を行なった。
2023年9月9日に執行された大統領選挙に再選を目指すため立候補。第1回投票では得票率39％となり、同46％となった親中派でマレ市長のモハメド・ムイズに次ぐ2位となった。9月30日の決選投票では得票率が46％にとどまり、54％を獲得したムイズに破れた。

## 人物
- 少年期に進学のためマレに移って以来、マレに定住している。
- ファズナ・アハメド夫人とのあいだに1男1女がいる[22]。
- 元大統領のモハメド・ナシードはソリの親友で、かつファズナ夫人といとこの間柄でもある。

## ギャラリー

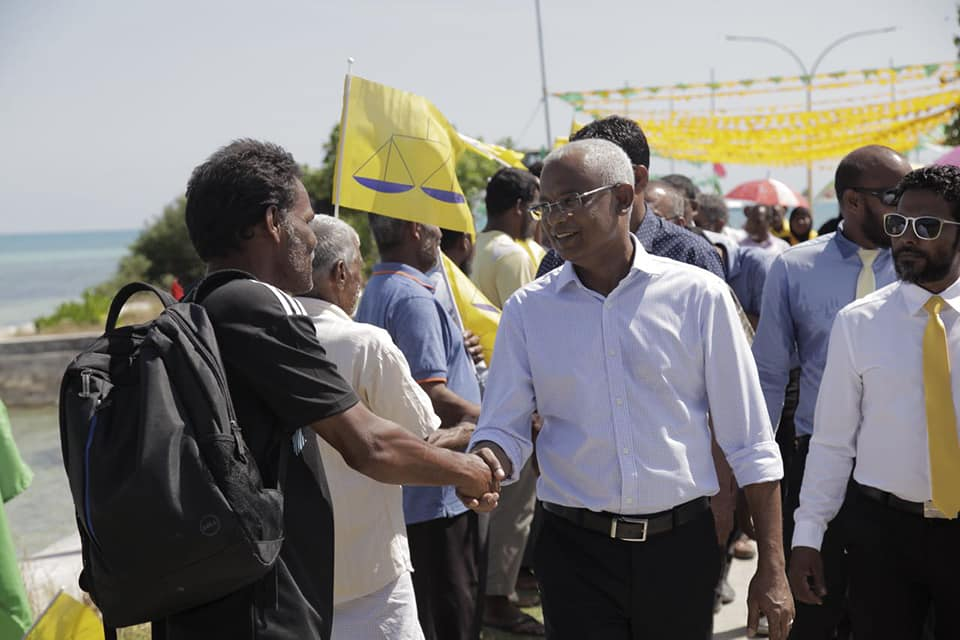
2018年、大統領候補として遊説中のソリ
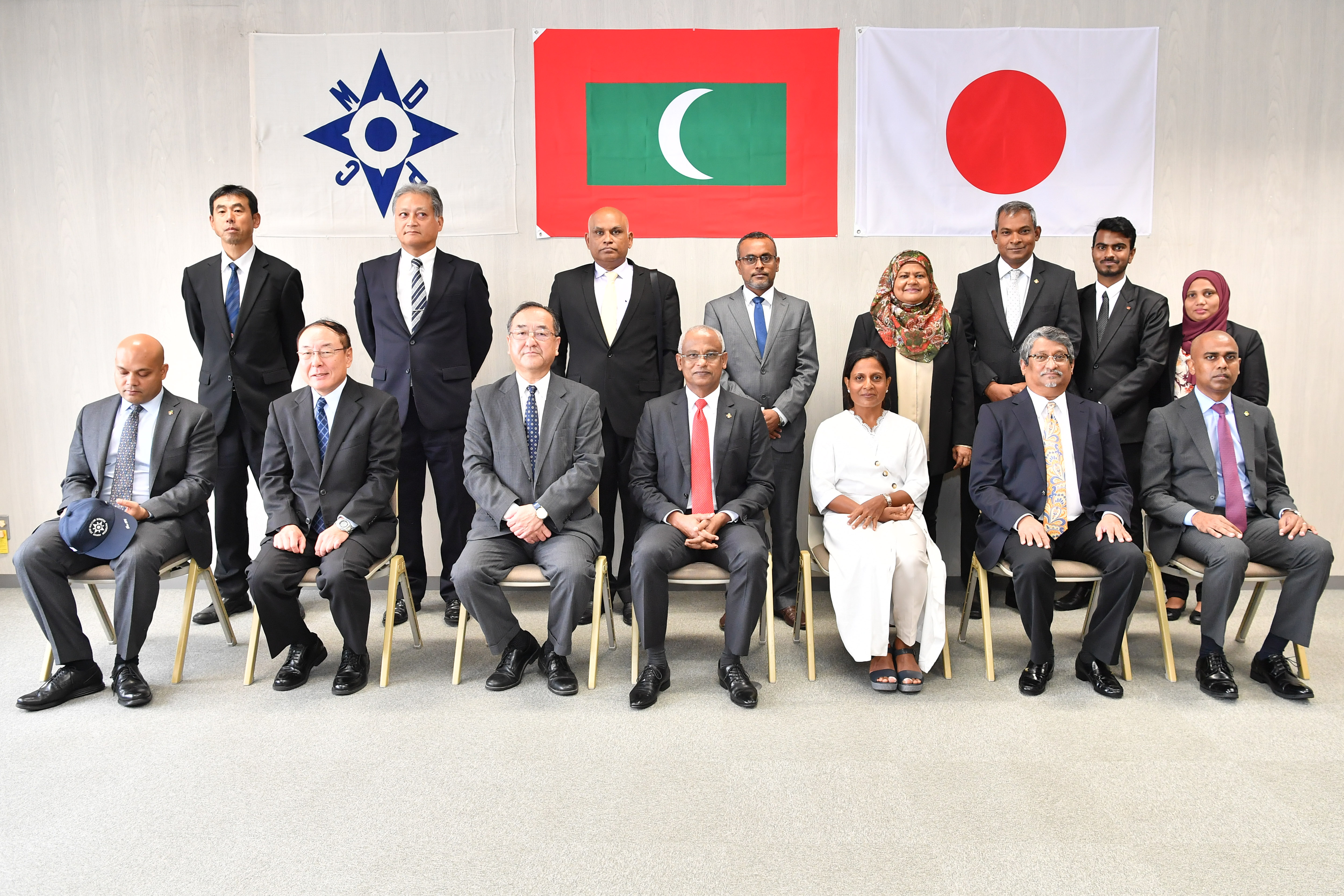
海上災害防止センター横須賀研修所を訪問するソリ大統領（前列中央、2019年10月）